# Evie Richards
Evie Richards (* 11. März 1997 in Malvern) ist eine englische Radrennfahrerin, die im Cyclocross und Mountainbikesport aktiv ist. Sie war 2021 Weltmeisterin im olympischen Cross-Country (XCO) und 2024 im Short Track (XCC).

## Sportlicher Werdegang
2013 wechselte die frühere Hockeyspielerin Richards zum Radsport. Ihre Disziplinen sind Cyclocross in der Wintersaison und Cross Country in der Sommersaison.
Im Cyclocross wurde Richards in der Saison 2015/16 britische Meisterin in der U23 und gewann das U23-Rennen bei den Cyclocross-Weltmeisterschaften. Da bei den Weltmeisterschaften erstmals ein U23-Rennen ausgetragen wurde, ist Richards die erste U23-Weltmeisterin überhaupt. Nach der Bronzemedaille im Jahr 2017 wurde sie 2018 das zweite Mal U23-Weltmeisterin. Noch als U23-Fahrerin gewann sie im Dezember 2017 den UCI-Cyclocross-Weltcup in Namur in der Elite.
Im Mountainbikesport belegte Richards bei den Mountainbike-Weltmeisterschaften 2015 den zweiten Platz in Cross Country (XCO) der Juniorinnen. Von 2016 bis 2019 startete sie in der U23. In allen vier Jahren wurde sie britische Meisterin und erzielte im UCI-Mountainbike-Weltcup regelmäßig Podiumsplatzierungen in der U23. Dreimal benndete sie die Saison als Dritte der Weltcup-Gesamtwertung, einmal als Vierte. In der Saison 2020 wechselte sie in die Elite. In der aufgrund der COVID-19-Pandemie verkürzten Weltcup-Saison gewann sie beide der ausgetragenen Rennen im Cross-Country Short Track (XCC). Zudem gewann sie mit der Copa Catalana Internacional BTT ein Rennen der hors classe über die olympische Distanz.
Richards nahm an den Olympischen Sommerspielen 2020 in Tokio teil und belegte im Cross-Country-Rennen den 7. Platz. Im August 2021 wurde sie in Val di Sole Weltmeisterin im olympischen Cross-Country und Vizeweltmeisterin im Short-Track. Eine Woche nach den Weltmeisterschaften gewann sie in Lenzerheide ihr erstes Weltcup-Rennen über die olympische Distanz. Mit dem Double aus Short Track und dem olympischen Cross-Country beim Weltcup-Finale in Snowshoe schob sie sich noch auf Platz zwei der Weltcup-Gesamtwertung und an die Spitze der Weltrangliste im Cross-Country.
In der Saison 2022 war Richards durch eine Rückenverletzung und COVID-19-Erkrankung beeinträchtigt, so dass sie einen Großteil der Rennen verpasste und erst zum Saisonende in den Weltcup einstieg. 2023 kehrte sie mit einem Weltcup-Sieg sowie einer Bronzemedaille bei den Weltmeisterschaften in die Weltspitze zurück. Ende Juli schloss sie das olympische Mountainbikerennen auf dem fünften Platz ab, einige Wochen darauf gewann sie ihren zweiten Weltmeistertitel, diesmal im Short Track.

## Erfolge
| 2015/2016 - Weltmeisterin (U23) - Britische Meisterin (U23) 2016/2017 - Weltmeisterschaften (U23) - Britische Meisterin (U23) 2017/2018 - Weltmeisterin (U23) - Britische Meisterin (U23) - ein Weltcup-Erfolg (Cyclocross de Namur Citadelle) | 2015 - Weltmeisterschaften (Junioren) – Cross-Country XCO 2016 - Europameisterschaften (U23) – Cross-Country XCO - Britische Meisterin (U23) – Cross-Country XCO 2017 - Britische Meisterin (U23) – Cross-Country XCO - ein Weltcup-Erfolg (U23) – Cross-Country XCO 2018 - Britische Meisterin (U23) – Cross-Country XCO 2019 - Britische Meisterin (U23) – Cross-Country XCO - ein Weltcup-Erfolg (U23) – Cross-Country XCO 2020 - zwei Weltcup-Erfolge – Short Track XCC - Copa Catalana Internacional BTT (HC) 2021 - Weltmeisterin – Cross-Country XCO - Weltmeisterschaften – Short Track XCC - Copa Catalana Internacional BTT (HC) - PROFFIX Swiss Bike Cup Gränichen (HC) - zwei Weltcup-Erfolge – Cross-Country XCO - ein Weltcup-Erfolg – Short Track XCC 2023 - ein Weltcup-Erfolg – Short Track XCC - Weltmeisterschaften – Short Track XCC 2024 - Weltmeisterin – Short Track XCC - ein Weltcup-Erfolg – Short Track XCC |